# Panayótis Karkatsoúlis
Panayótis Karkatsoúlis (en grec Παναγιώτης Καρκατσούλης), né le 5 janvier 1958 à Athènes, est un homme politique grec.

## Biographie
Aux élections législatives grecques de janvier 2015, il est élu député au Parlement grec sur la liste nationale de La Rivière.